# Чокнутые (фильм, 2024)
«Чокнутые» (англ. Riff Raff) — американский криминальный триллер режиссёра Дито Монтьеля по сценарию Джона Поллоно. Главные роли исполнили Дженнифер Кулидж, Брайан Кокс, Габриэль Юнион, Пит Дэвидсон и Эд Харрис. Премьера состоялась 6 сентября 2024 года на Международном кинофестивале в Торонто.

## Сюжет
Жизнь бывшего преступника превращается в хаос, когда появляется его старая семья ради долгожданной расплаты.

## В ролях
- Дженнифер Кулидж — Рут, бывшая жена Винсента
- Брайан Кокс
- Габриэль Юнион — Сэнди, жена Винсента
- Пит Дэвидсон — Лонни
- Эд Харрис — Винсент
- Льюис Пуллман — Рокко
- Майлз Дж. Харви
- Билл Мюррей — «Левша»
- Пи Джей Бирн — Гаррисон

## Производство
Продюсерами фильма стали Ной Ротман из Canopy Media Partners и Марк Голдберг и Сара Гэбриел из Signature Films.
В мае 2023 года роли в фильме получили Дженнифер Кулидж, Брайан Кокс и Габриэль Юнион. В ноябре 2023 года к актёрскому составу присоединились Эд Харрис, Льюис Пуллман, Майлз Дж. Харви и Пит Дэвидсон. В декабре 2023 года к актёрскому составу присоединился Билл Мюррей.
Начало съёмок было запланировано на сентябрь 2023 года. К ноябрю 2023 года съёмки прошли в Нью-Джерси.